# Рицинулеи
Рицинулеи (лат. Ricinulei) — отряд паукообразных, в котором описаны более 72 современных и 17 ископаемых видов. Мелкие паукообразные длиной 5—10 мм. Единственное современное семейство Ricinoididae насчитывает 3 рода: Ricinoides (распространены в Западной Африке от Гамбии до Габона), Cryptocellus (Южная и Центральная Америка) и Pseudocellus (Северная и Центральная Америка от юга США до Панамы). Встречаются в пещерах и лесной подстилке.

## Описание
Покровы рицинулей сильно склеротизированы.
Характерная особенность отряда — наличие кукуллюса, или клобучка (лат. cucullus — капюшон), подвижного придатка стернита просомы, прикрывающего ротовые органы. Под ним самка переносит яйца (по одному). Ноги II пары удлинены, расположены горизонтально и служат в качестве щупалец и орудия для отлова пищи (ногохвосток и других мелких членистоногих). Жертва зажимается между голенью (лат. tibia) и предлапкой, затем передаётся на мелкие педипальпы с клешнями, которые отправляют её на мелкие двучлениковые клешневидные хелицеры. У рицинулей также наблюдались копро- и некрофагия. Средние части тазиков педипальп в преддверие рта срослись в камаростом (желобок).
Соединённая с просомой широким основанием опистосома короткая, состоит из 10 сегментов (включая 3 сегмента метасомы), на ней находятся 4 тергита и 4 стернита (с IV по VII сегменты опистосомы), часто разделённые двумя боковыми бороздами. I сегмент опистосомы редуцирован, II и III уменьшены. При этом в поперечную борозду тергита IV сегмента опистосомы упирается задний край карапакса, а за кармановидные выросты стернита того же сегмента цепляются края тазиков IV пары ходильных ног. Присутствует небольшая втягивающаяся метасома, образованная 3 последними сегментами тела.
Органы чувств представлены чувствительными щетинками и щелевидными органами. Трихоботрии (осязательные волоски) и выраженные глаза отсутствуют. Тем не менее рицинулеи реагируют на свет, рефлекторно поджимая ножки и принимая «позу трупа» (танатоз).
Органы выделения представлены парой мальпигиевых сосудов и коксальных желёз (последние расположены в V сегменте просомы). Анус располагается на последнем сегменте метасомы. Дыхание обеспечивает пара ситовидных трахей, стигмы которой находятся на задней стенке просомы над тазиками IV пары ног. В сердце присутствует лишь одна пара остий.
Мужские копулятивные органы — пряжковидные структуры на предлапках и лапках III пары ходильных ног. Во время спаривания самец забирается на спину самки и копулятивным органом вводит комочек спермы в женское половое отверстие. При этом он не плетёт спермальную сеть (в отличие от пауков). Сравнительно крупные яйца (1—2 мм) самка откладывает по одному с долговременными перерывами. Из яиц выходят личинки с 3 парами ходильных ног, которые становятся взрослыми особями после 3 стадий нимф. Вероятно, продолжительность жизни рицинулей составляет несколько лет.

## Классификация
Отряд рицинулеи делится на три подотряда: 1 современный и 2 ископаемых:
- Подотряд Neoricinulei
  - Семейство Ricinoididae — только современные формы
    - Cryptocellus
    - Pseudocellus
    - Ricinoides
- † Подотряд Primoricinulei
  - † Семейство Primoricinuleidae — меловой период
    - † Primoricinuleus Wunderlich, 2015
- † Подотряд Palaeoricinulei
  - † Семейство Curculioididae — каменноугольный период
    - † Amarixys Selden, 1992
    - † Curculioides Buckland, 1837

  - † Poliocheridae — с каменноугольного по меловой период
    - † Poliochera Scudder, 1884
    - † Terpsicroton Selden, 1992